# Stávka v Labinu (1987)
Stávka v Labinu (chorvatsky Štrajk u Labinu) patřila mezi nejdelší stávky v dějinách existence socialistické Jugoslávie.
Stávka měla svůj význam i kvůli tomu, že ve městě Labin, které do roku 1945 patřilo Itálii,[zdroj?] uskutečnili komunisté v roce 1921 první ozbrojené povstání proti italským fašistům. Ti se během soubojů o moc v Itálii počátku 20. let chopili značné části Istrie.
Jugoslávský stát v druhé polovině 80. let zavíral neperspektivní doly v oblasti okolo města Labin na poloostrově Istrie v dnešním Chorvatsku. Vysoké ztráty znamenaly nízké ohodnocení práce jednotlivých pracovníků dolů, což znamenalo napjatou sociální situaci. Jugoslávie navíc v druhé polovině 80. let trpěla obecným poklesem životní úrovně a kupní síly, Chorvatsko nevyjímaje.
Dělníci, kteří byli nespokojeni s poměry, zahájili dne 8. dubna 1987 stávku, která trvala 33 dní. Do stávky se zapojilo celkem 1400 horníků z celkem 1700, kteří byli v dole zaměstnáni. Situaci se pokusila uklidnit místní organizace Svazu komunistů Chorvatska, ve které 10 % členstva činili právě horníci. Přestože se komunisté shodli, že jsou podmínky horníků nepřijatelné, stávku odsoudili jako příliš radikální řešení. Druhý den však sfáralo do dolů jen 158 horníků, na druhou a třetí směnu se již nikdo nedostavil. Komunistům se nepodařilo stávku zastavit a po dlouhý měsíc tak byly práce v dole zastaveny.
Tato stávka však nepřispěla k zlepšení situace a šachta Ripenda, kde stávkovalo nejvíce lidí, byla nakonec dne 6. dubna 1988 uzavřena. 